# Edgar McCloughry
Vous lisez un « bon article » labellisé en 2022.
Ne pas confondre avec Wilfred McClaughry, son frère aîné, également membre de la RAF.
Edgar McCloughry, né le 10 septembre 1896 à Hindmarsh, dans la banlieue d'Adélaïde, et mort le 15 novembre 1972 à Édimbourg, est un air vice-marshal australien de la Royal Air Force.
En 1915, au début de la Première Guerre mondiale, il s'engage à 18 ans dans le génie militaire et est envoyé en Égypte puis en France avec la première force impériale australienne. Il est ensuite transféré dans le Royal Flying Corps britannique, où il se blesse lors d'un accident. Il rejoint en 1918 l'Australian Flying Corps et intègre un escadron commandé par son frère Wilfred, au sein duquel il accède au rang d'as de l'aviation en abattant 21 avions et ballons d'observation allemands. Il reçoit l'ordre du Service distingué et la Distinguished Flying Cross, ainsi qu'une barrette pour ses actions.
Après la guerre, il poursuit une brève carrière d'ingénieur au Royaume-Uni avant de rejoindre la Royal Air Force en 1922. Au début de la Seconde Guerre mondiale, il est officier au ministère de l'Air et émet une série de critiques à l'égard de hauts responsables de la RAF, ce qui mènera à un remaniement de cette dernière. Le rôle exact d'Edgar McCloughry dans ces changements reste néanmoins à minimiser puisque ses rapports ont été utilisés par des personnalités plus haut placées. Ces critiques lui valent toutefois d'être muté en Afrique du Sud et il ne reviendra en Angleterre qu'en 1942. En 1944, il acquiert un rôle plus tactique en intervenant dans la préparation de l'opération Overlord. Il est ensuite muté en Inde et termine sa carrière au sein du ministère de la Défense.
Il prend sa retraite de la RAF en 1953, au rang de air vice-marshal. Durant sa carrière, il publie de nombreux livres sur la stratégie aérienne. Il est fait commandeur de l'ordre de l'Empire britannique en 1943 puis compagnon de l'ordre du Bain en 1950. Edgar McCloughry meurt en 1972 à Édimbourg.

## Jeunesse
Edgar James Kingston McCloughry naît le 10 septembre 1896 à Hindmarsh, deux ans après son frère Wilfred,,. Leur père, James Kingston McCloughry, est un drapier originaire d'Irlande du Nord tandis que leur mère, Charlotte Rebecca (née Ashton), est née en Australie. Edgar étudie à l'université d'Adélaïde et à la South Australian School of Mines. Il est toujours étudiant lorsque la Première Guerre mondiale éclate en 1914.

## Engagement durant la Première Guerre mondiale
En mai 1915, il rejoint le génie militaire et obtient le grade de lieutenant,. En décembre de la même année, il embarque pour l'Égypte et puis la France avec la première force impériale australienne. En décembre 1916, il est transféré vers l'Australian Flying Corps où il suit des cours de pilotage. Il termine sa formation en août 1917. Il est alors affecté au No. 23 Squadron RFC sur le front occidental,,. Il est gravement blessé dans un accident et, après s'être rétabli à l'hôpital, il est réaffecté comme instructeur de vol en Angleterre dans le No. 6 Squadron AFC.

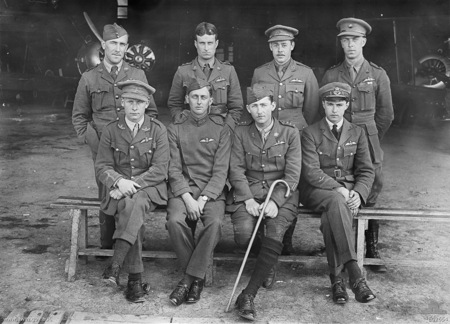
Officiers du No. 4 Squadron en juin 1918. Edgar McClaughry est au premier rang, avec la canne.

En juin 1918, il rejoint le No. 4 Squadron AFC, alors en France. Celui-ci est dirigé par son frère Wilfred et est équipé de Sopwith Camel. Edgar ne souhaite pas cette situation, ayant « [...] toujours essayé, pour des raisons personnelles, d'éviter d'avoir [son] frère comme commandant [...] ».
Le No. 4 Squadron se trouve sur le même aérodrome que le No. 74 Squadron RAF et les pilotes australiens ne manquent pas de rencontrer Edward Mannock, le meilleur pilote britannique du conflit. Ce dernier donne d'ailleurs des conseils aux pilotes, notamment à travers diverses conférences. Edgar déclare : « J'avais connu Mick (c'est-à-dire Mannock) auparavant et mon succès était grandement dû à son aide. ».
En seulement quatre mois, Edgar McCloughry acquiert l'ensemble de ses victoires aériennes,. Le 12 juin 1918, il revendique un ballon d'observation et un Pfalz D.III. Le 1er juillet, alors qu'il est pourchassé par deux Pfalz, ceux-ci se percutent dans les airs. Le premier s'écrase tandis qu'Edgar McCloughry abat le deuxième, celui-ci terminant en flamme. À la mi-juillet, il a déjà revendiqué neuf victoires aériennes et reçoit la Distinguished Flying Cross. La citation paraît le 21 septembre dans la London Gazette et Edgar y est décrit comme « [...] un pilote déterminé et efficace [...]. ». Dans la même édition du journal, sa barrette, accordée fin juillet, est officialisée. Cette deuxième mention met en avant ses exploits : « en l'espace d'un mois, cet officier a détruit dix avions et ballons ennemis. Il a organisé et effectué de nombreux raids sur l'ennemi, souvent à très basse altitude. [...] ».
Au début du mois d'août 1918, Edgar McCloughry est blessé, une balle traversant son mollet. Il ne reprend du service qu'au début du mois de septembre. Pour sa DFC et la barrette, il est directement félicité par le général britannique William Birdwood : « le fait que vous ayez détruit 10 avions ennemis et deux ballons en l'espace d'un mois alors que vous aviez jusqu'alors auparavant à votre actif cinq avions ennemis et deux ballons, est une preuve concrète de la constance de votre bon et vaillant travail dans votre escadron, et je vous félicite pour vos excellents résultats. ».
Au cours du mois de septembre, Edgar McCloughryl abat un ballon d'observation et trois avions. Ses deux dernières victoires ont lieu le 24 septembre. Il attaque tout d'abord un train à basse altitude (75 m) en le mitraillant et bombardant, « le coupant en deux, la partie arrière ayant déraillée »,. Il abat ensuite un DFW C.V qui patrouille,. En rentrant à la base, il aperçoit sept Fokker et « bien qu'il ait dépensé la plus grande partie de ses munitions, le capitaine McClaughry n'a jamais hésité et a engagé le leader [ennemi] ». Il abat le Fokker D.VII mais est blessé dans l'affrontement, au niveau de la cuisse,. Il retourne difficilement à sa base, perdant temporairement connaissance en vol, et est envoyé à l'hôpital. Il ne volera plus avant l'armistice. Pour cet évènement, il recevra l'ordre du service distingué, celui-ci étant publiée dans la London Gazette le 3 décembre.

## Entre-deux-guerres
Edgar McCloughry quitte officiellement l'AFC en août 1919. Depuis le mois de janvier de la même année, il a rejoint le Trinity College à Cambridge où il obtient en 1920 un BA en sciences mécaniques et une licence ensuite. Diplômé, il travaille comme ingénieur dans l'industrie anglaise, n'étant pas rentré en Australie après la guerre.
Edgar, qui utilise désormais son nom complet, Kingston-McCloughry, rejoint la Royal Air Force (RAF) le 5 décembre 1922 avec le grade temporaire de flight lieutenant. Il est envoyé dans le mois à la School of Naval Co-Operation située à Lee-on-the-Solent dans le Hampshire. Il y obtient une qualification d'observateur naval en septembre 1923.
Début 1925, il est confirmé flight lieutenant et rejoint la direction des recherches scientifiques du ministère de l'Air fin septembre 1925. Il y reste deux ans avant d'intégrer en septembre 1927 le RAF Staff College d'Andover,. En parallèle, il commence à écrire et reçoit divers prix.
En février 1929, il est envoyé en Inde et rejoint la RAF India (en) à Shimla. En mars 1932, il intègre le No. 20 Squadron RAF (en) basé à Peshawar et ne rentre en Angleterre qu'en janvier 1934. Il étudie alors au Staff College de Camberley (en) dans le Surrey, obtient le grade de squadron leader et est diplômé fin 1935,,.
McCloughry est assigné au No. 4 Squadron RAF (en) à Farnborough en janvier 1936 et puis comme instructeur au RAF College Cranwell (en) en mars 1937. Il y acquiert son grade de wing commander et d'assistant commandant en janvier 1938. En janvier 1939, il rejoint à nouveau le ministère de l'Air, mais cette fois dans le service de planification stratégique.

## Seconde Guerre mondiale
Au début de la Seconde Guerre mondiale, Edgar Kingston-McCloughry a 43 ans et est en poste au ministère de l'Air. Après avoir atteint le grade de group captain en décembre 1940, il est muté en Afrique du Sud. Cette mutation est attribuée à divers mémos anonymes et très critiques à l'égard de hauts responsables de la RAF, notamment du Chief of the Air Staff Cyril Newall,,. Sous l'influence de Lord Beaverbrook, propriétaire de presse, son article A Weak Link in the Nation's Defences (« un maillon faible dans les défenses de la nation » en français) circule et atteint divers politiciens, dont Winston Churchill. Les retombées se poursuivent et, à la fin de l'année, le Chief of the Air Staff et plusieurs autres commandants sont remplacés. Winston Churchill devient premier ministre à la suite de la chute du gouvernement de Chamberlain et Lord Beaverbrook rappelle « le rôle immense que [McCloughry] a joué pour stimuler l'action politique qui a abouti à un changement au numéro dix de Downing Street. ». Il n'a jamais été établi si Edgar Kingston-McCloughry avait conscience qu'il était manipulé par le monde politique.
Cette affaire a sans doute nuit à la carrière Edgar Kingston-McCloughry. Il n'atteindra ainsi jamais le grade de Air marshal, restant Air vice-marshal et étant le seul de sa promotion a ne pas atteindre un tel grade. Il restera convaincu de son rôle prédominant dans la chute de Cyril Newall, mais elle est surtout due à l'action de deux anciens Chief of the Air Staff, Sir John Salmond et Hugh Trenchard,.
Edgar Kingston-McCloughry revient en Angleterre en 1942, prenant le commandement du No. 44 Group RAF jusqu'en 1943. Il est promu air commodore par intérim la même année et devient commandeur de l'Empire britannique,. Fin 1943, il reprend un rôle plus tactique en s'engagent dans la préparation de l'opération Overlord au sein du Allied Expeditionary Air Force (en) qui gère les forces aériennes alliées,. Il préside le « comité bombardement », notamment en charge de l'étude du plan du professeur Solly Zuckerman sur le bombardement des infrastructures en France et les implications morales des dommages collatéraux (populations et infrastructures civiles). Avec Zuckerman, il mène une enquête sur le bombardement de Caen en 1944, celui-ci n'ayant pas été concluant. Il termine la guerre en Inde, examinant les frontières et réorganisant son armée en 1945.

## Retraite et fin de vie
Après la Seconde Guerre mondiale, Edgar Kingston-McCloughry est promu air vice-marshal à titre temporaire le 1er avril 1946 (cette promotion prend effet le 1er juillet 1947). Il est officier supérieur dans la RAF India et rejoint l'Écosse en janvier 1947 pour prendre le commandement du No. 18 Group RAF (en). De 1948 à 1950, il devient membre du Fighter Command puis commandant du No. 38 Group RAF (en). Il est nommé en 1950 compagnon de l'ordre du Bain et finit sa carrière au ministère de la Défense,.
Il quitte la RAF en 1953 et intègre une société d'ingénierie comme directeur avant de se retirer définitivement en Écosse, à Glenfarg (Perthshire) dans une petite ferme. Il meurt en 1972 à la Royal Infirmary (en) d'Édimbourg,. Son corps est donné à la science selon sa volonté.

## Vie privée
Edgar McCloughry se marie le 16 janvier 1924 avec Freda Elizabeth Lewis, née en 1901. Ils ont deux filles avant de divorcer quelques années plus tard.

## Œuvres
Edgar Kingston-McCloughry a écrit divers ouvrages sur la stratégie militaire:
- 1937 : (en) Edgar James Kingston-McCloughry, Winged Warfare : Air Problems of Peace and War, J. Cape, 1937 (lire en ligne)
- 1939 : (en) Edgar James Kingston-McCloughry, War in Three Dimensions : The Impact of Air-power Upon the Classical Principles of War, Cape, 1949 (lire en ligne)
- 1955 : (en) Edgar James Kingston-McCloughry, The Direction of War : A Critique of the Political Direction and High Command in War, Cape, 1955 (lire en ligne)
- 1957 : (en) Edgar James Kingston-McCloughry, Global Strategy, F.A. Praeger, 1957 (lire en ligne)
- 1960 : (en) Edgar James Kingston-McCloughry, Defense : Policy and Strategy, Praeger, 1960 (lire en ligne)
- 1964 : (en) Edgar James Kingston-McCloughry, The Spectrum of Strategy : A Study of Policy and Strategy in Modern War, J. Cape, 1964 (lire en ligne)

## Liste des victoires aériennes
Edgar McCloughry abat seize avions et un ballon et met hors de contrôle un avion au cours de la Première Guerre mondiale, ce qui fait de lui le troisième as du No. 4 Squadron après Harry Cobby et Elwyn Roy King. À noter que certains de ses camarades du No. 4 Squadron estiment qu'Edgar McCloughry était trop enthousiaste dans certaines de ses réclamations,.
Ci-dessous, les victoires confirmées sont numérotées.
| N° | Date              | Heure   | Appareil      | Ennemi               | Résultat                            | Localisation               |
| -- | ----------------- | ------- | ------------- | -------------------- | ----------------------------------- | -------------------------- |
| 1  | 12 juin 1918      | 11 h 50 | Sopwith Camel | Ballon d'observation | Détruit                             | Nord-est d'Estaires        |
| 2  | 12 juin 1918      | 12 h 0  | Sopwith Camel | Pfalz D.III          | Abattu                              | Nord d'Estaires            |
| 3  | 18 juin 1918      | 10 h 40 | Sopwith Camel | Fokker Dr.I          | Abattu                              | Neuve-Chapelle - Laventie  |
| 4  | 27 juin 1918      | 16 h 20 | Sopwith Camel | LVG.C.               | Abattu                              | Ouest de Sailly-sur-la-Lys |
| 5  | 28 juin 1918      | 16 h 12 | Sopwith Camel | Fokker D.VII         | Hors de contrôle                    | Merville                   |
| 6  | 1er juillet 1918  | 16 h 45 | Sopwith Camel | Pfalz D.III          | Collision aérienne avec le numéro 7 | Sud de Neuve-Chapelle      |
| 7  | 1er juillet 1918  | 16 h 45 | Sopwith Camel | Pfalz D.III          | Collision aérienne avec le numéro 6 | Sud d'Estaires             |
| 8  | 11 juillet 1918   | 4 h 15  | Sopwith Camel | Rumpler C.           | Abattu                              | Sud-est d'Estaires         |
| 9  | 11 juillet 1918   | 4 h 20  | Sopwith Camel | Pfalz D.III          | Abattu                              | Nord d'Estaires            |
| 10 | 13 juillet 1918   | 21 h 15 | Sopwith Camel | Albatros C.          | Abattu                              | Ouest de Merville          |
| 11 | 16 juillet 1918   | 4 h 9   | Sopwith Camel | Ballon d'observation | Détruit                             | Bac Saint-Maur             |
| 12 | 19 juillet 1918   | 4 h 5   | Sopwith Camel | Pfalz D.III          | Abattu                              | Erquinghem-Lys             |
| 13 | 22 juillet 1918   | 5 h 40  | Sopwith Camel | Fokker D.VII         | Abattu                              | Est de Sailly-sur-la-Lys   |
| 14 | 24 juillet 1918   | 20 h 55 | Sopwith Camel | Rumpler C.           | Abattu                              | Pont Ricquen               |
| 15 | 28 juillet 1918   | 5 h 55  | Sopwith Camel | Ballon d'observation | Détruit                             | Sud-est de La Gorgue       |
| 16 | 31 juillet 1918   | 9 h 20  | Sopwith Camel | LVG C.               | Abattu                              | Wavrin                     |
| 17 | 31 juillet 1918   | 20 h 35 | Sopwith Camel | Fokker D.VII         | Abattu                              | Est d'Estaires             |
| 18 | 4 septembre 1918  | 5 h 55  | Sopwith Camel | Ballon d'observation | Détruit                             | Erquinghem-Lys             |
| 19 | 6 septembre 1918  | 18 h 45 | Sopwith Camel | LVG C.               | Abattu                              | Nord de Don                |
| 20 | 24 septembre 1918 | 6 h 25  | Sopwith Camel | DFW C.V              | Abattu                              | Est de Lille               |
| 21 | 24 septembre 1918 | 6 h 35  | Sopwith Camel | Fokker D.VII         | Abattu                              | Lille                      |